# Ozhidaniya Cove
Die Ozhidaniya Cove (russisch Залив Ожидания Saliw Oschidanija, deutsch ‚Bucht der Vorahnung‘) ist eine Bucht an der Prinzessin-Astrid-Küste des ostantarktischen Königin-Maud-Lands. Sie liegt 800 m östlich des Tyuleniy Point an der Nordseite der Schirmacher-Oase.
Sowjetische Wissenschaftler nahmen 1961 die Kartierung und die Benennung vor. Das Advisory Committee on Antarctic Names übertrug diese 1970 in einer Teilübersetzung ins Englische.